# Aquilegia buergeriana
Aquilegia buergeriana là một loài thực vật có hoa trong họ Mao lương. Loài này được Siebold & Zucc. mô tả khoa học đầu tiên năm 1843.

## Hình ảnh

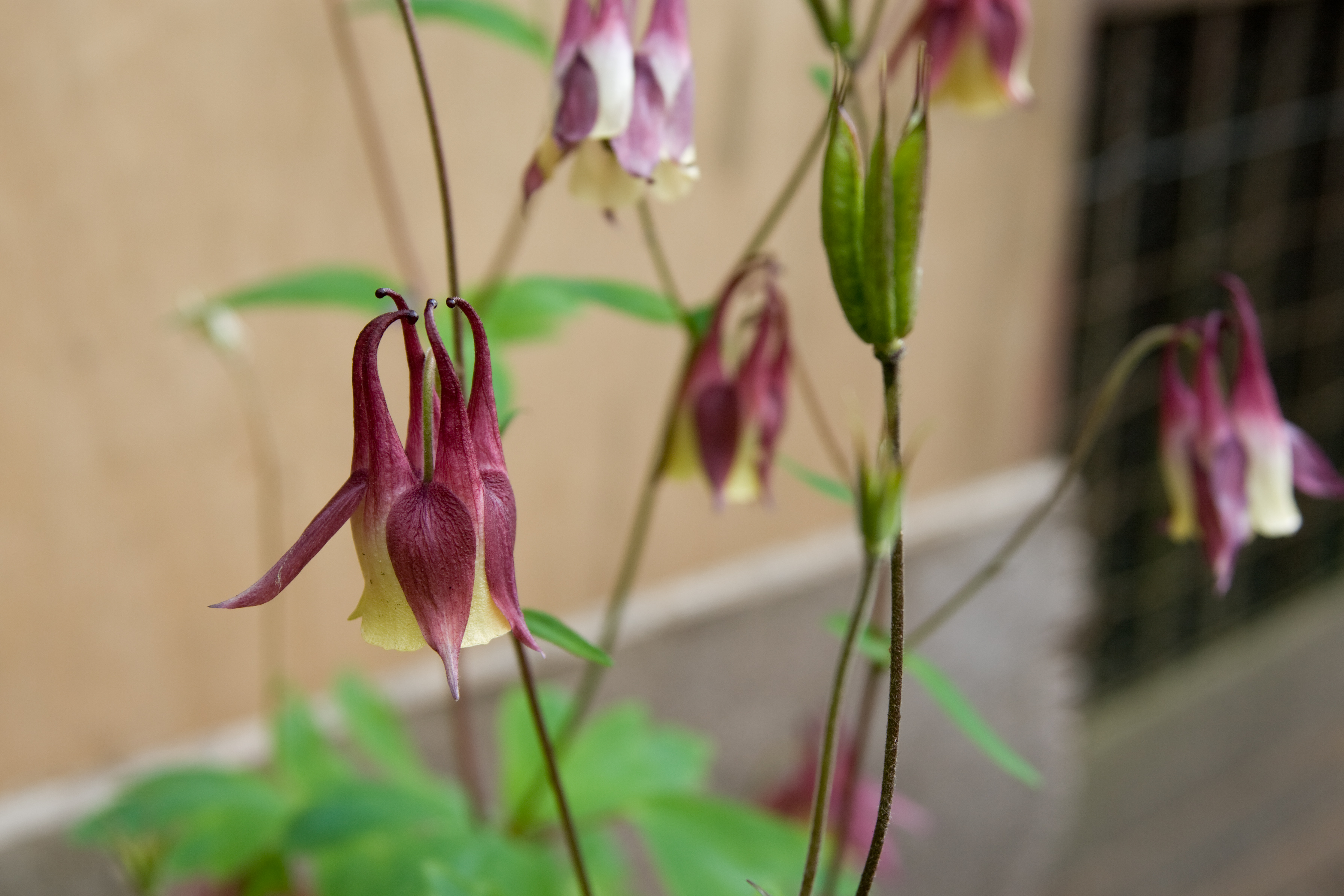
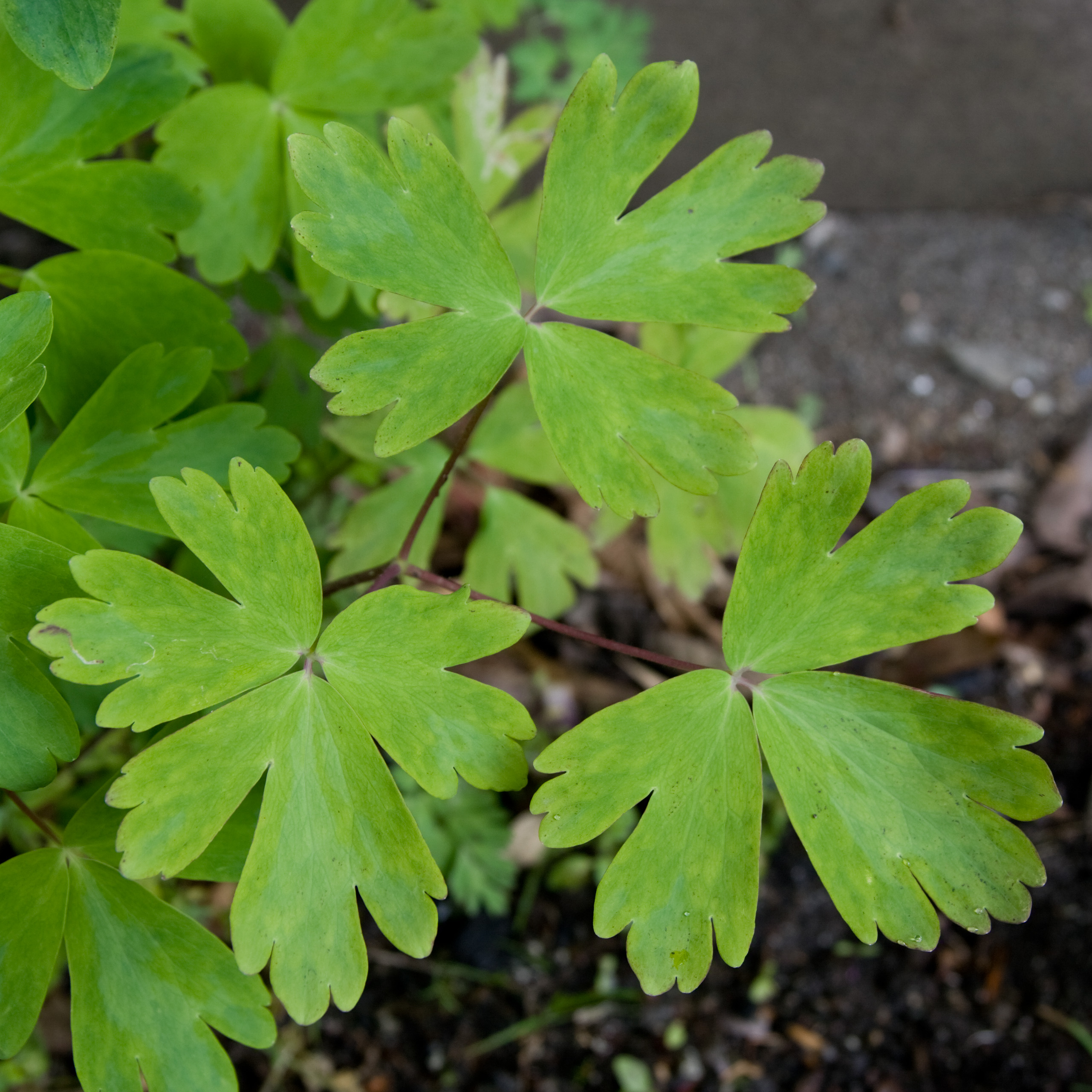
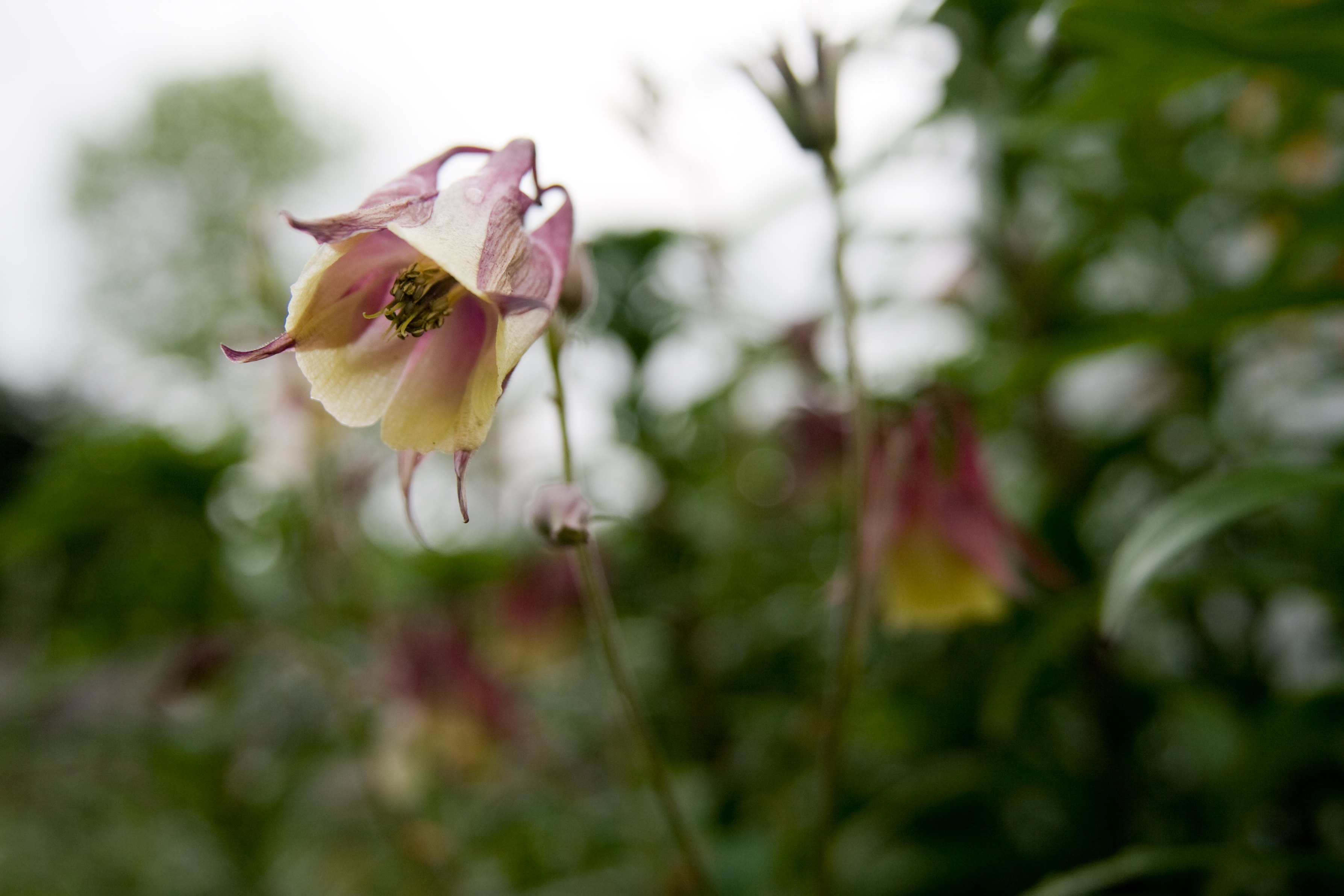
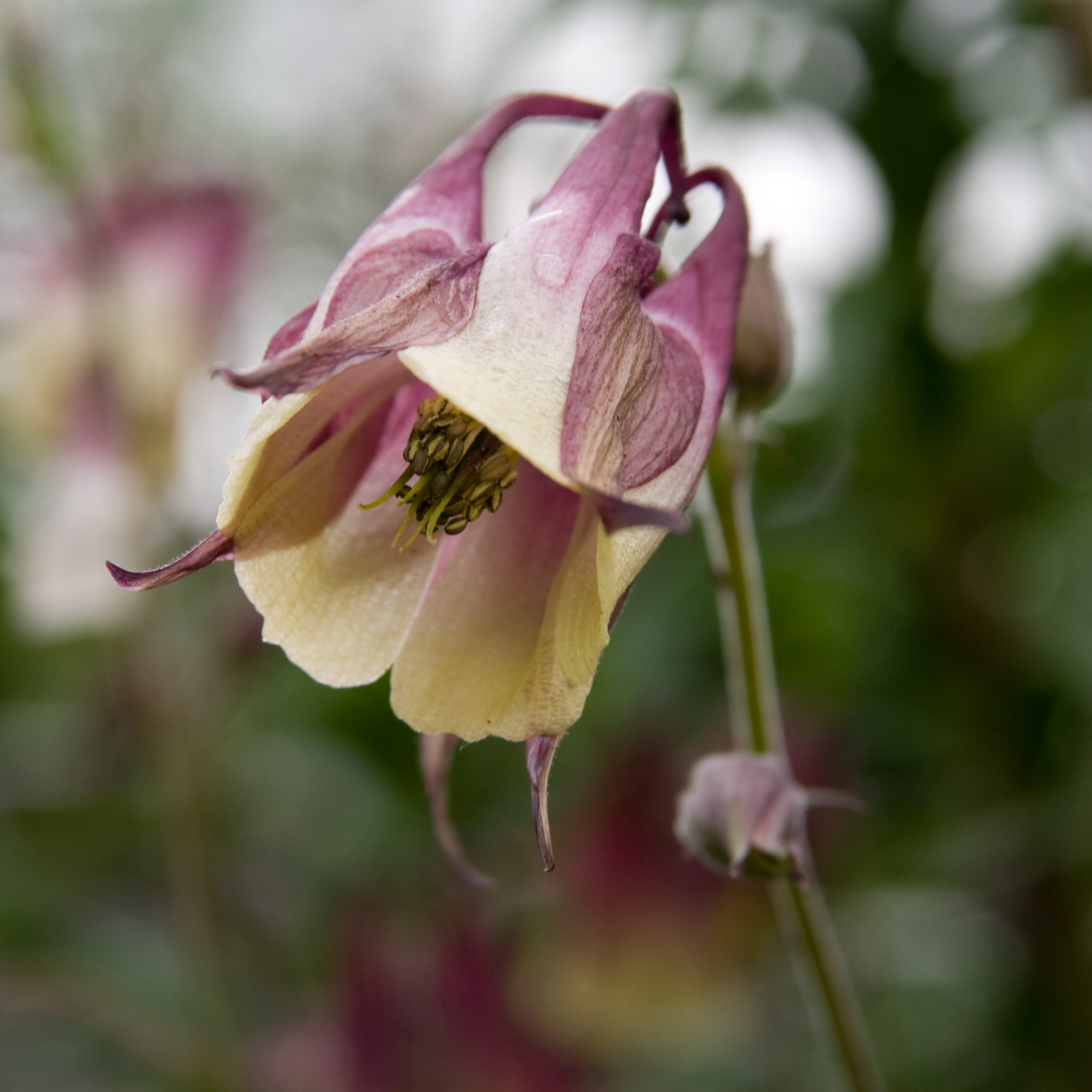